# Арапаго (округ, Колорадо)
Шаблон:StateAbbr_ 39°38′ пн. ш. 104°20′ зх. д. / 39.64° пн. ш. 104.33° зх. д.
Округ Арапаго (англ. Arapahoe County) — округ (графство) у штаті Колорадо, США. Ідентифікатор округу 08005.

## Історія
Округ утворений 1861 року.

## Демографія
За даними перепису
2000 року
загальне населення округу становило 487967 осіб, зокрема міського населення було 478557, а сільського — 9410.
Серед мешканців округу чоловіків було 240430, а жінок — 247537. В окрузі було 190909 домогосподарств, 125791 родин, які мешкали в 196835 будинках.
Середній розмір родини становив 3,11.
Віковий розподіл населення поданий у таблиці:
| Стать    | До 15 років | 15-21 | 22-29 | 30-39 | 40-49 | 50-65 | 65-85 | Понад 85 |
| -------- | ----------- | ----- | ----- | ----- | ----- | ----- | ----- | -------- |
| Чоловіки | 55413       | 23314 | 28508 | 39953 | 40798 | 35146 | 15949 | 1349     |
| Жінки    | 52594       | 21775 | 28230 | 39975 | 43486 | 36846 | 21218 | 3413     |

## Суміжні округи
- Адамс — північ
- Вашингтон — схід
- Лінкольн — південний схід
- Елберт — південь
- Дуглас — південний захід
- Джефферсон — захід
- Денвер — північний захід and enclave and exclave[en]

## Виноски
1. ↑  U.S. Decennial Census. United States Census Bureau. Архів оригіналу за 26 квітня 2015. Процитовано 7 червня 2014.
2. ↑  Historical Census Browser. University of Virginia Library. Архів оригіналу за 11 серпня 2012. Процитовано 7 червня 2014.
3. ↑  Population of Counties by Decennial Census: 1900 to 1990. United States Census Bureau. Архів оригіналу за 31 липня 2014. Процитовано 7 червня 2014.
4. ↑  Census 2000 PHC-T-4. Ranking Tables for Counties: 1990 and 2000 (PDF). United States Census Bureau. Архів оригіналу (PDF) за 18 грудня 2014. Процитовано 7 червня 2014.
5. ↑  State & County QuickFacts. United States Census Bureau. Архів оригіналу за 6 липня 2011. Процитовано 7 червня 2014. [Архівовано 2011-07-13 у Wayback Machine.](англ.) Наведено за англійською вікіпедією.
6. ↑  American FactFinder. Бюро перепису населення США. Архів оригіналу за 26 лютого 2012. Процитовано 31 січня 2008. [Архівовано 2008-05-21 у Wayback Machine.]

| США | Це незавершена стаття з географії США. Ви можете допомогти проєкту, виправивши або дописавши її. |